# Переднеазиатский леопард
Переднеазиатский леопард, или кавказский барс (лат. Panthera pardus ciscaucasica, также называют P.P. tulliana и saxicolor) — хищное млекопитающее из семейства кошачьих, подвид леопарда, обитающий на Кавказе, а также в Западной и Центральной Азии.

## Описание
Переднеазиатский леопард — один из крупнейших подвидов леопардов в мире. Длина тела 126—171, до 183 см, длина хвоста 94 — 116 см. Наибольшая длина черепа самцов 20—25 см, самок 20—21,8 см. Длина верхнего ряда зубов самцов 68—75 мм, самок 64—67 мм. Средний вес самцов переднеазиатского леопарда варьируется от 25 до 50 кг,  самки, как правило, меньше самцов по весу и имеют средний вес 30 кг.
Окраска зимнего меха очень светлая, почти бледная. Основной фон меха бледный, серовато-охристого цвета, иногда светло-серого с песчаным или красноватым оттенком различной интенсивности, который более развит по спине. Иногда основной фон шерсти бывает серовато-белёсый, похожий на тон окраски ирбиса. Пятнистый узор образован относительно редкими пятнами, которые обычно не полностью черные, а часто с буроватым оттенком. Внутреннее поле розеткообразных пятен обычно не темнее основного фона меха.
Выделяют светлый и тёмный тип окраски. Светлый тип окраски обычный отличается светлым серовато-охристым со слабым красноватым оттенком основным фоном окраски меха. На спине, ближе к передней части она обычно несколько темнее. Большинство пятен сплошные, довольно мелкие (около 2 см в диаметре). Розеткообразные пятна образованы из 3 — 5 мелких пятен. Кончик хвоста с 3—4 почти полными черными охватывающими кольца. Посредине спины в области крестца находится два ряда крупных, длиной около 4 см и шириной до 2,5 см, вытянутых пятен. Темный тип окраски обладает более темным и красноватым основным фоном меха. Пятна на шкуре преимущественно крупнее, сплошные около 3 см в диаметре, и располагаются относительно редко. Крупные пятна на крестце достигают размера 8 × 4 см. Значительная часть розетковидных пятен образована полными кольцами. Поперечные отметины на хвосте охватывают хвост почти полностью.

## Фото

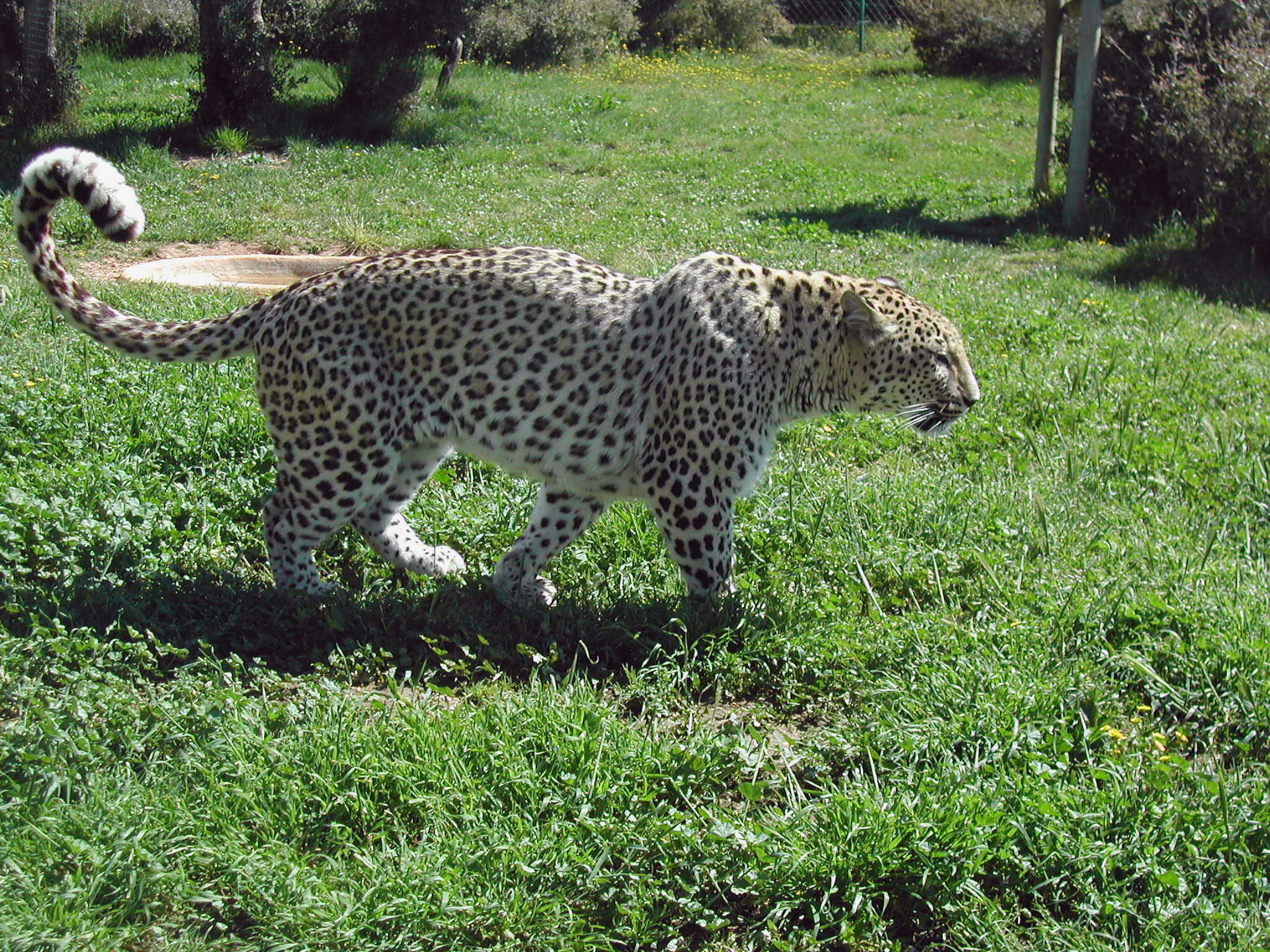
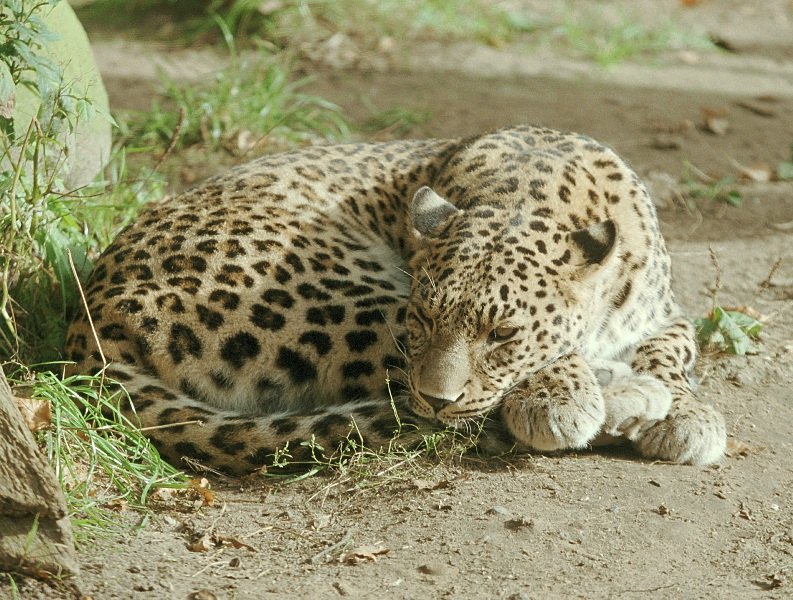
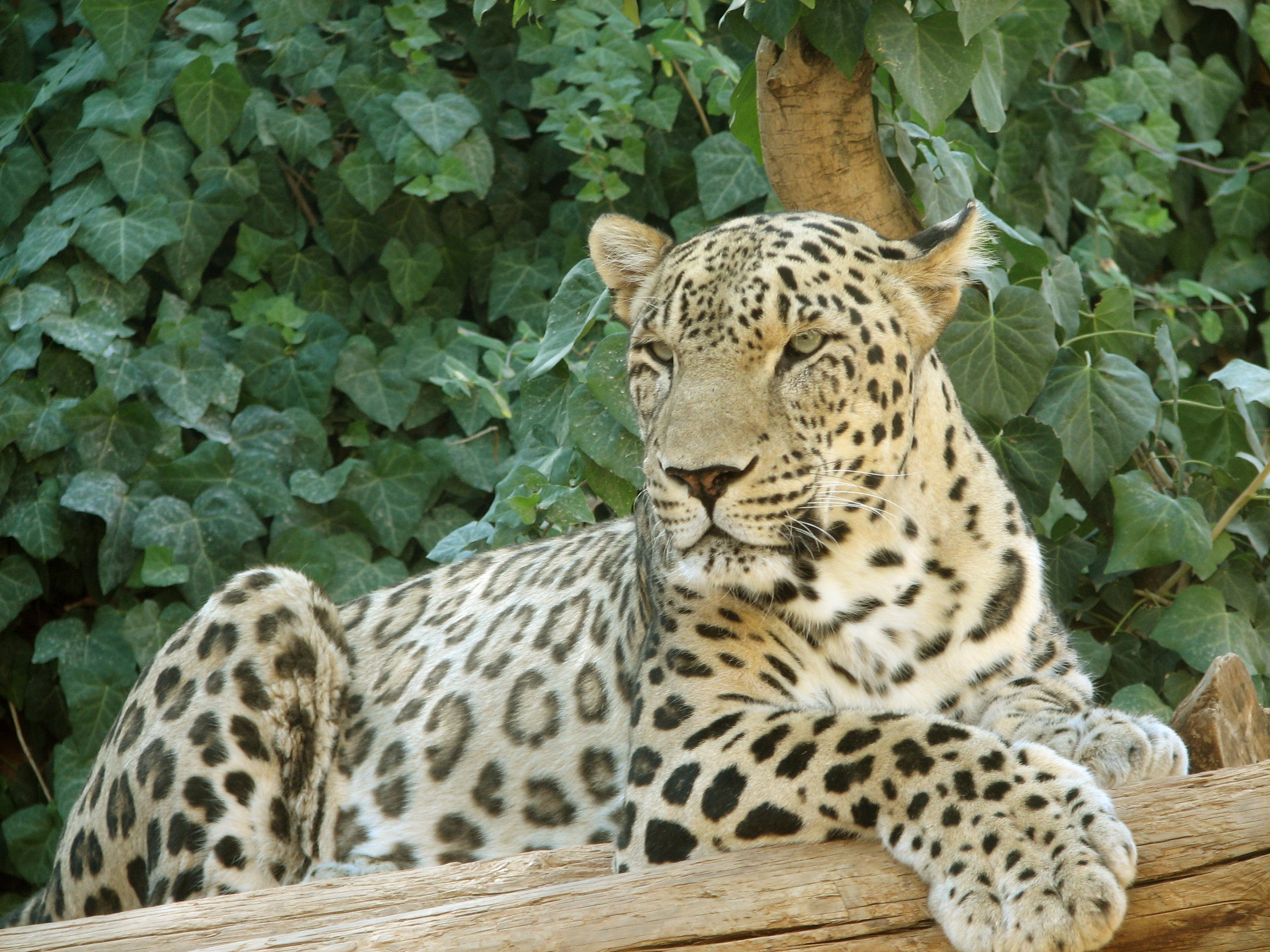
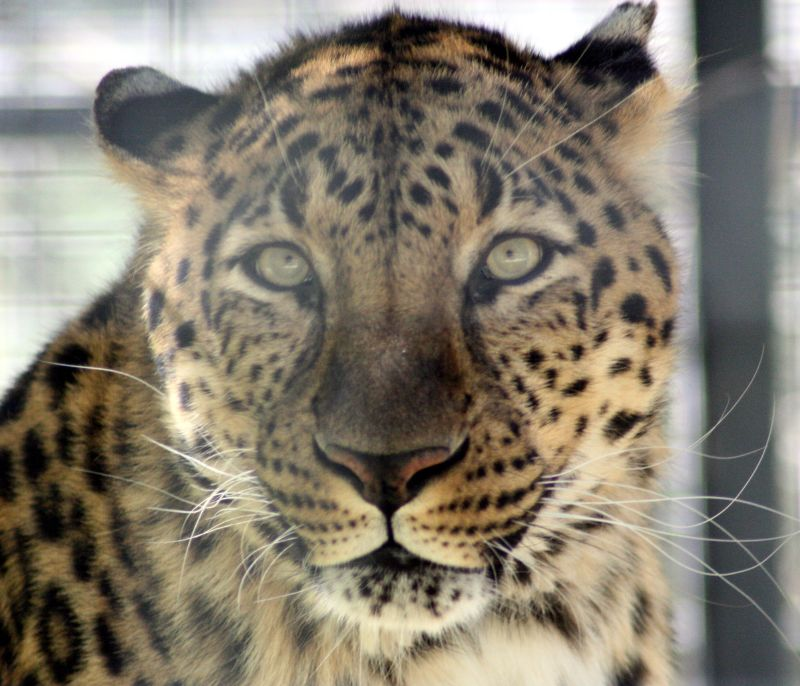

## Наименование
Наименования вида Panthera pardus tulliana, ciscaucasica и saxicolor являются равнозначными и описывают генетически один подвид леопарда. Разные учёные описали данный вид в разных частях света под разными именами, что зачастую порождает определенную путаницу с наименованием данного подвида. Самое первое описание данного вида было под именем tulliana с территории Турции (anatolliana) - Анатолия. Второе по древности описание дал русский зоолог - ciscaucasica. Младше всех описание с территории Ирана - saxicolor. По принятым научным правилам, если доказано, что разные наименования подвидов представляют генетически один подвид, то используют самое древнее название (в данном случае это tulliana).  В настоящее время есть научные работы, которые показывают, что tulliana и saxicolor это один и тот же подвид.  Также есть работы, которые показывают, что ciscaucasica и saxicolor это одно и то же животное. Однако, в данных работах используются различные научные методы и подходы. Пока отсутствует научная работа, которая показывает что tulliana и ciscaucasica является одним видом причем описанная одним и теми же методами, российская наука использует название ciscaucasica. В современной российской научной литературе Panthera pardus ciscaucasica чаще всего называют переднеазиатским леопардом, хотя, например классик российской зоологии В.Г. Гептнер пишет, что этот вид также называется « кавказским барсом» или просто «барсом», что также верно в отношении к данному подвиду.

## Ареал
Армения, Азербайджан (в том числе Нахичеванская Автономная Республика), Афганистан, Грузия, Иран, Кыргызстан, Казахстан, Узбекистан, Пакистан, Российская Федерация (Северный Кавказ), Туркменистан, Ту

## Места обитания
Обитатель субальпийских лугов, лиственных лесов и густых зарослей кустарников, причём, как правило, он держится у выходов скал и россыпей камней.

## Рацион
Основу рациона переднеазиатского леопарда составляют среднего размера копытные животные, такие как олени, джейраны, муфлоны, безоаровые козлы, кавказские горные козлы (дагестанский и кубанский туры) и дикие кабаны. Также его рацион может включать мелкую добычу, такую как мыши, зайцы и дикобразы, мелкие хищники, такие как лисицы, шакалы и куньи, птицы и рептилии.

## Численность и охрана
Общая популяция данного подвида леопарда в целом оценивается в 870—1300 особей. В Иране обитает около 550—850 особей, в Афганистане — 200—300, Туркменистане — 90-100, в Азербайджане — 13-17, в Армении — 10-13, в Грузии — менее 5, в Турции — менее 5. Количество особей в Казахстане не известно в связи с его недавним обнаружением на территории этой страны (2017—2018 гг.)
Подвид занесен в Приложение I Конвенции о международной торговле видами дикой фауны и флоры, находящимися под угрозой исчезновения (CITES). Во всех государствах, на территории которых обитает данный подвид, он находится под охраной. В Красную книгу Российской Федерации он занесен под именем Panthera pardus ciscaucasica как исчезающий вид и отнесен к 1 категории.

### В России
К 1950-м годам относятся последние достоверные сообщения о леопардах и их следах на Западном Кавказе.
В Дагестане (по данным на 1997 год) численность переднеазиатского леопарда оценивалась в 10 особей или 2-3 пары. В 2015—2017 годах в Северной Осетии трижды фиксировались на видеокамеры особи этого подвида леопарда. В 2006 году министерством природных ресурсов и экологии России была утверждена «Программа восстановления (реинтродукции) переднеазиатского леопарда на Кавказе», созданная WWF России совместно с РАН. Программа предполагает создание размножающейся группировки леопарда в Центре разведения и реабилитации на базе Сочинского национального парка с последующим выпуском адаптированного потомства на территории Кавказского заповедника. В рамках программы в сентябре 2009 года в вольерах Сочинского национального парка поселили двух самцов переднеазиатского леопарда, привезённых из Туркмении, в апреле 2010 года в Сочи поступили две самки из Ирана, тоже отловленные в природе, а в октябре 2012 года из Лиссабонского зоопарка в Центр была привезена сформировавшаяся пара леопардов[2]. Животные начали приносить потомство: всего в 2013—2016 годах — в Центре родились 14 котят[6].
Планировалось, что после формирования в неволе группы животных в количестве, достаточном для основания природной популяции, они будут выпущены в природные условия. Первый выпуск трех переднеазиатских леопардов из питомника в Сочинском национальном парке в дикую природу Кавказа, как и планировалось, состоялся 15 июля 2016 года. На них были надеты спутниковые ошейники, чтобы получать информацию об их местонахождении.
С 2017 года в Северной Осетии реализуется проект по восстановлению переднеазиатского леопарда (кавказского барса) в Осетии. В рамках проекта "Программа реинтродукции" осуществлена подготовка региона к выпуску переднеазиатских леопардов, проведены научные, эколого-просветительские и организационные мероприятия, гарантирующие благоприятные условия для выпуска, мониторинга и восстановления леопардов (барсов). В 2018 году в национальном парке «Алания» в природу выпустили первую пару леопардов — самца Эльбруса и самку Волну, а в 2020 году в Турмонском заказнике выпустили вторую пару — самца Баксана (Батраз) и самку Агуру (Агунда). 16 июля 2022 г. на том же месте совершили прыжок на свободу самец Лео и две самки — Хоста и Лаура. В настоящее время проект по восстановлению барсов в Осетии осуществляет мониторинг выпущенных животных. Основным ожидаемым результатом является размножение выпущенных особей и создание самоподдерживающейся группировки леопардов на Кавказе.
В середине декабря 2020 года из Швеции поступила пара взрослых переднеазиатских леопардов, уже имевших два выводка детенышей. Планируется, что их будущее потомство будет выпущено на свободу.
В феврале 2022 года в Шаройском районе Чечни был замечен переднеазиатский леопард. Это первый с 1959 года случай.
В январе 2023 года в Хунзахском районе Дагестана также на снимках камер был запечатлён переднеазиатский леопард.
В июле 2023 года в Сочинском национальном парке у двух пар этого подвида родились котята.

Летом 2024 года на Кавказе в естественную среду обитания планируется выпустить ещё двух переднеазиатских леопардов — самца Терека и самку Рицу, каждому из них по два года.

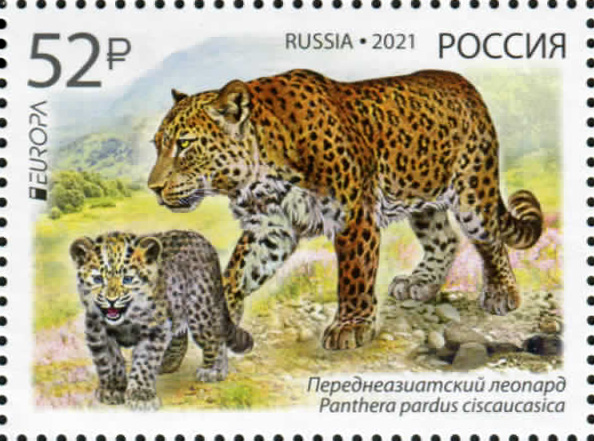
Почтовая марка. Выпуск по программе «Европа». Национальная дикая природа. Исчезающие виды животных. Переднеазиатский леопард
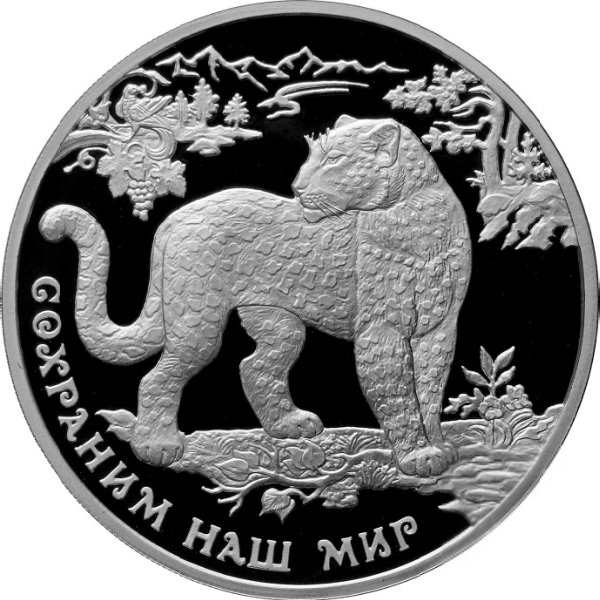
Памятная монета Банка РФ

### В Армении

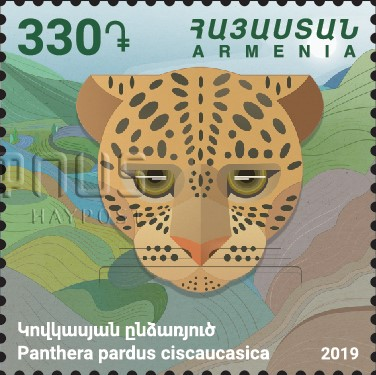
Почтовая марка Армении (2019) c изображением кавказского леопарда, поскольку Правительство Республики Армения объявило 2019 год Годом кавказского леопарда

В Армении люди и леопарды сосуществовали с доисторических времен. К середине 20-го века леопарды были довольно обычны в горах Армении. В ранних 2000-х, леопарды обнаруживались в пересеченных скалистых местностях Хосровского Заповедника, на юго-западных склонах Гегамского хребта, где с октября 2000-го по июль 2002-го около 10-и особей были обнаружены на территории 780 кв. км. Леопарды были известны также с Мегринского хребта на юге Армении, где одна особь прослеживалась с августа 2006-го по апрель 2007-го, и других особей обнаружено не было при прослеживании территории 296.9 кв.км. Было подсчитано, что локальная кормовая база может поддерживать 4-10 особей, однако браконьерство и беспокойство создаваемое отгонным скотоводством, сбором дикорастущих съедобных растений и грибов, вырубкой леса и спровоцированных человеком пожаров, было настолько сильным, что превысило пороги толерантности для этого хищника. Этот пограничный горный регион обеспечивает важную природно-климатическую среду для размножения леопардов на южной окраине Малого Кавказа. Позже, в течение обследований, проведенных в период с 2013-го по 2014-й, фотоловушками, леопарды были зарегистрированы в 24-х локациях южной Армении, из которых 14 были расположены на Зангезурском хребте. Следующая серия обследований проведенная в 2014—2018 гг, с использованием фотоловушек обнаружила присутствие 11-и особей которые были распознаны благодаря индивидуальным различиям в узорах пятен, в южной Армении. В 2020 году фотоловушки обнаружили леопарда на севере Армении, в провинции Тавуш.
2019 год в Армении был провозглашен годом кавказского леопарда. Программа охраны леопардов осуществляется министерством охраны природы Армении совместно с WWF c 2002 года. Её целью является сохранение ареала и увеличение популяции хищника и основных видов его добычи — безоаровых козлов, армянских муфлонов.
В 2019 году правительство утвердило законопроект, согласно которому намечается резко нарастить до 100 млн драмов (около 200 тыс. долларов) штраф за убийство леопарда.
Весной 2020 года в лесах Тавушского района Армении был замечен переднеазиатский леопард.

### В Казахстане
В сентябре 2018 года сотрудники Устюртского государственного природного заповедника впервые в Казахстане получили фото живого самца переднеазиатского леопарда с помощью фотоловушек. Это стало настоящим зоологическим открытием. К сожалению, в 2021 году этот леопард, получивший имя Таушери, погиб по невыясненным причинам в Бейнеуском районе Мангистауской области. Доказанное обитание леопарда в Мангистау позволило специалистам подготовить биологическое обоснование для включения вида в Красную книгу Республики Казахстан.
В 2020 году был принят план действий по сохранению переднеазиатского леопарда в Казахстане на 2021-2025 годы. В 2021 году вид был включён в Красную книгу Казахстана.
Ранее, в мае 2015 года скотоводы Каракиянского района Мангистауской области, обеспокоенные пропажей овец, выставили капканы на волков. При дальнейшем обходе капканов, леопард, попавший в один из них, напал на инспектора Кендерли-Каясанской заповедной зоны и покусал его. Сопровождавший инспектора фермер застрелил леопарда. До этого случая считалось, что переднеазиатский леопард не обитает в Казахстане.
Весной 2023 года сотрудники природного парка «Кызылсай» отсняли убегающую кошку на обычный смартфон.
По мнению кандидата биологических наук и координатора общества охраны природы при экоцентре «Дронт» Марка Пестова, леопард проник в Казахстан из Туркменистана, в результате вытеснения молодых особей из ареала более старшими сородичами в пустынную зону Мангистау, которая им вполне подходит для обитания.

### В Азербайджане

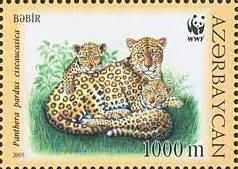
Почтовая марка Азербайджана, 2005

Сегодня на территории Азербайджана леопарды в небольшом количестве встречаются в Нахичеванской Автономной Республике, Талыше (Ленкоранский, Астаринский и Лерикский районы) и крайне редко в горах Карабаха. Не исключено сохранение отдельных зверей в Закатальском и Белоканском районах. Обитает леопард преимущественно в глухих горных лесах со скалами и ущельями на высоте от 1000—1500 до 3000 м и более над уровнем моря.
В конце XIX— начале XX века ареал охватывал Большой Кавказ, Малый Кавказ, долину реки Алазани, Талыш и среднее течение Аракса (территория Нахичеванской АР). К 50-60-м годам XX века ареал резко сократился, леопарды сохранились в Талыше, Нахичеванской АР и частично в Карабахе. Отдельные звери наблюдались в юго-восточной части Малого Кавказа (Зангеланский, Кубатлинский районы).
Основными причинами изменения численности считается интенсивная охота и увеличение количества населенных пунктов вблизи мест обитания. Необходимой мерой охраны рассматривается расширение Гирканского заповедника с охватом нагорной части Талыша.
В Азербайджане переднеазиатский леопард является крайне редким подвидом и находится под угрозой исчезновения. Включён в Красную книгу Азербайджана.
6 сентября 2012 года на территории Азербайджана был сделан первый снимок леопарда с помощью фотоловушки. Снимок был сделан в ходе мониторинга, проведенного азербайджанским представительством WWF в Зангезурском национальном парке имени Гасана Алиева. 25 октября 2012 года посредством фотоловушек, установленных в Гирканском национальном парке был сделан второй снимок леопарда.
В мае 2014 года по инициативе Общественного объединения «Международный диалог по охране окружающей среды» IDEA был организован Международный саммит на тему «Семейства кошачьих Кавказа». Саммит был организован с целью привлечения внимания мировой общественности к переднеазиатским леопардам, а также объединить усилия для их охраны. На саммите приняли участие представители международных организаций: WWF, UNEP, IUCN, Зоологического общества Лондона, Смитсоновского института, Гарвардского университета..

### В Турции
Каменные ловушки для леопардов и других хищников, оставшиеся со времен Римской империи, до сих пор существуют в горах Таурус на юге Турции. Сообщается, что последний леопард в Сирии был убит в 1963 году на Сирийском прибрежном горном хребте недалеко от границы с Турцией.
P.p. tulliana когда-то был многочислен в Эгейском регионе, особенно между Измиром и Анталией. Несколько факторов способствовали произошедшему в период с конца 1940-х до середины 1970-х годов сокращению популяции леопарда в Турции, в том числе вырубка лесов, преобразование естественной среды обитания в фруктовые сады, строительство дорог и убийство леопардов в отместку за охоту на домашний скот. Со второй статьей Закона об охоте, вступившей в силу в 1937 году, леопард был включен в число животных, на которых можно было охотиться в любое время, и анатолийский леопард, места обитания которого быстро трансформировались, таким образом, стал официальной мишенью государства. Поскольку исследования в западной Турции не проводились до середины 1980-х годов, биологи сомневались, сохранились ли леопарды в этом регионе. Отчеты о наблюдениях из окрестностей Алании на юге Ликийского полуострова позволяют предположить, что в начале 1990-х годов между Финике, Анталией и Аланией существовало рассеянное население. Свежие фекалии, найденные в национальном парке на горе Гюллюк-Термессос в 1992 году, были приписаны анатолийскому леопарду. Однако исследования в западной Турции в период с 2000 по 2004 год не обнаружили современных свидетельств существования леопардов. Обширная трофейная охота считается основным фактором снижения численности анатолийского леопарда в этой области. Один охотник по имени Mantolu Hasan убил не менее пятнадцати леопардов в период с 1930 по 1952 год. С середины 1970-х годов в западной Турции он считается вымершим. Никаких признаков присутствия леопардов в  Национальном парке горы Гюллюк-Термессос во время исследований в 2005 году обнаружено не было, а местным жителям и персоналу национального парка леопард знаком не был.

## В геральдике
Переднеазиатский леопард изображён на гербе частично признанного государства Южная Осетия и на гербе субъекта РФ — Северной Осетии. Прообразом дизайна послужило изображение исторического знамени Осетии с «Карты Иберийского царства или всея Грузии», составленной Вахушти Багратиони в 1735 году, и хранящейся в Грузинском национальном центре рукописей.

Герб Южной Осетии